# 奥三河

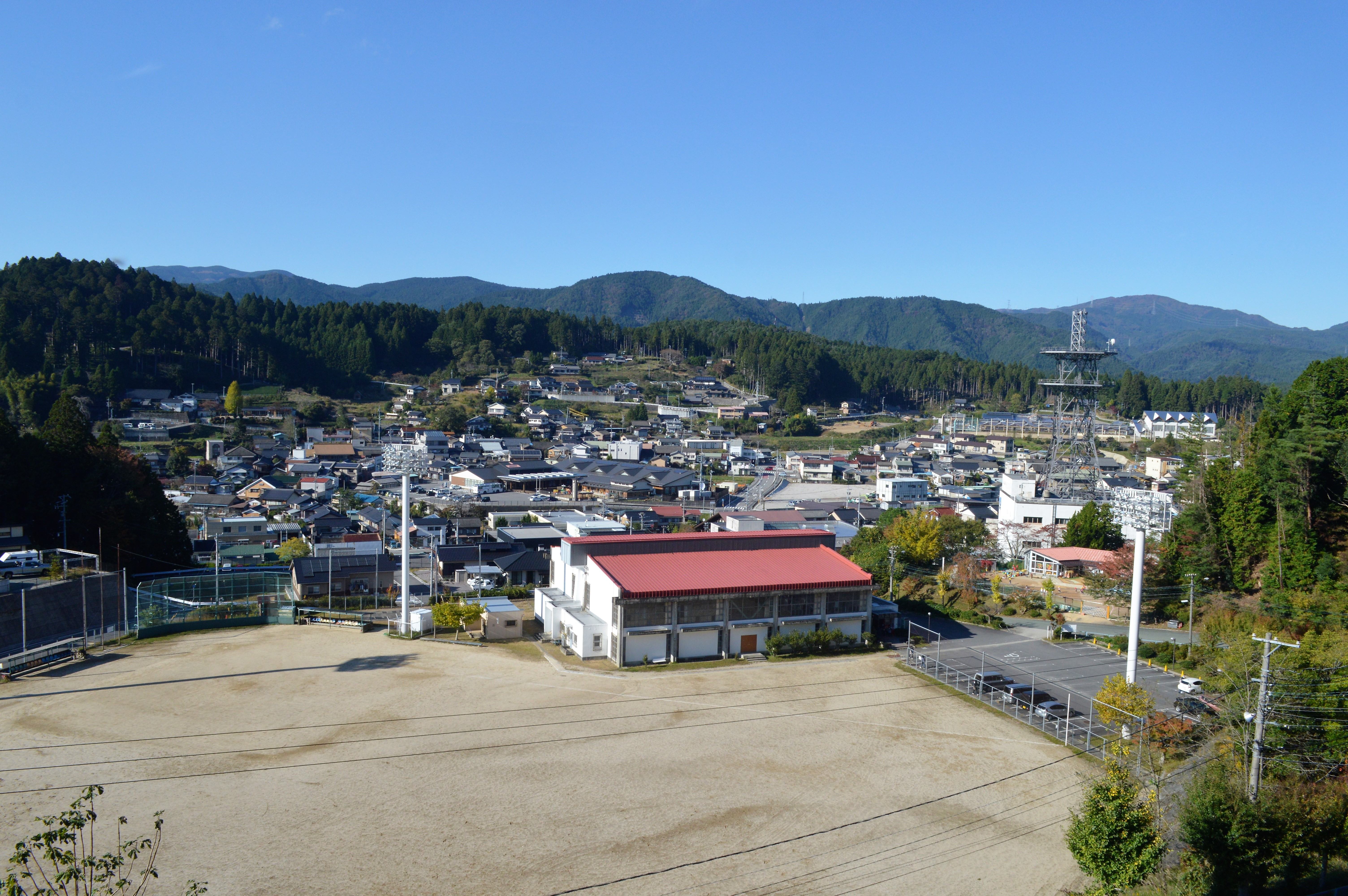
設楽町奥三河郷土館や奥三河総合センターがある北設楽郡設楽町

奥三河（おくみかわ）は、旧三河国北東部の山間部を指す地理的概念である。

## 地理
奥三河が指す範囲は明確ではなく、曖昧な概念であるとされる。北設楽郡を奥三河の中心とすることには異論がないとされる。
中世には現在の北設楽郡北部までが加茂郡であり、また現在の新城市中心部も設楽郡だった。

### 三河国奥郡
今川氏・徳川氏の資料によると、室町・戦国時代には三河国渥美郡が奥郡と呼ばれていた。設楽郡が奥三河であるという主張は近年になって造作されたものとされる。奥三河の呼称が初めて文献に言及されるのは、1900年に奥三河同人誌文学館から刊行された「許呂母」とされ、この文献では豊田市の中心部である衣（ころも）を指していた。
天竜奥三河国定公園の指定以降、東三河側の南北設楽郡のみを奥三河と称すると言う主張がなされるようになった。これに対して西三河側では、新城市・北設楽郡との区別のため「北三河」の名称を使う団体が出始めている。

## 歴史
奥三河はかつて加茂郡や設楽郡と呼ばれた地域であり、平安時代から高橋新荘（足助荘）、設楽荘（富永荘）として荘園開発がなされ、境川が境界になっていた。16世紀まで現在の長野県根羽村は信濃国ではなく奥三河加茂郡であった。戦国時代末期、徳川氏の三河家臣団のうち山家三方衆の本拠とした地域である。

## 産業
伝統的に農業・林業が盛んな地域であるが、平地に乏しいため零細規模の農家が多い。設楽町ではかつて木炭加工も盛んに行われた。近年では足助町の香嵐渓や新城市（旧鳳来町）の鳳来寺山、湯谷温泉など自然を活用した観光業にも力が注がれている。名物としては五平餅や鮎の塩焼きなどの他に山菜料理や味噌田楽などがある。